# Сент Стивенз (Северна Каролина)
Сент Стивенз (енгл. St. Stephens) насељено је место без административног статуса у америчкој савезној држави Северна Каролина.

## Демографија
По попису из 2010. године број становника је 8.759, што је 680 (-7,2%) становника мање него 2000. године.
| Група             | 2000.         | 2010.         |
| Белци             | 7.900 (83,7%) | 6.922 (79,0%) |
| Афроамериканци    | 252 (2,7%)    | 366 (4,2%)    |
| Азијати           | 263 (2,8%)    | 388 (4,4%)    |
| Хиспаноамериканци | 921 (9,8%)    | 904 (10,3%)   |
| Укупно            | 9.439         | 8.759         |